# Oratorio de San José

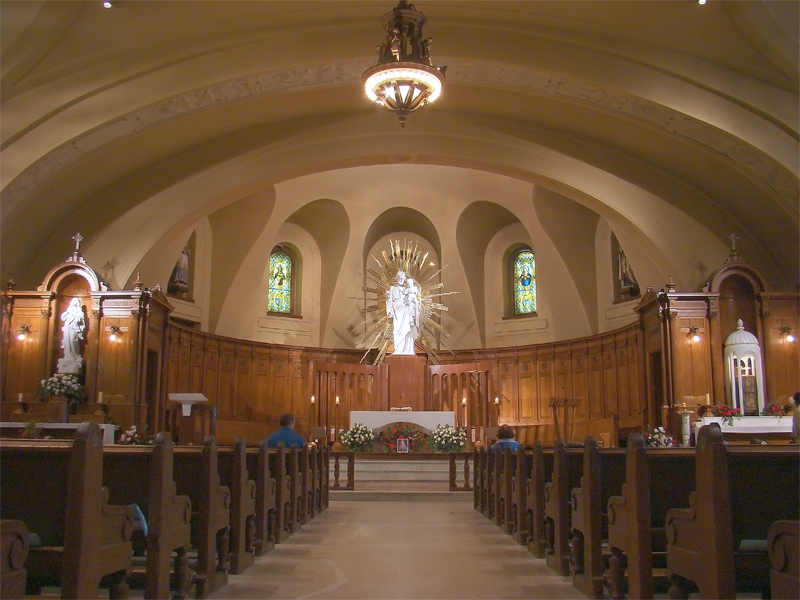
Vista general de la cripta.

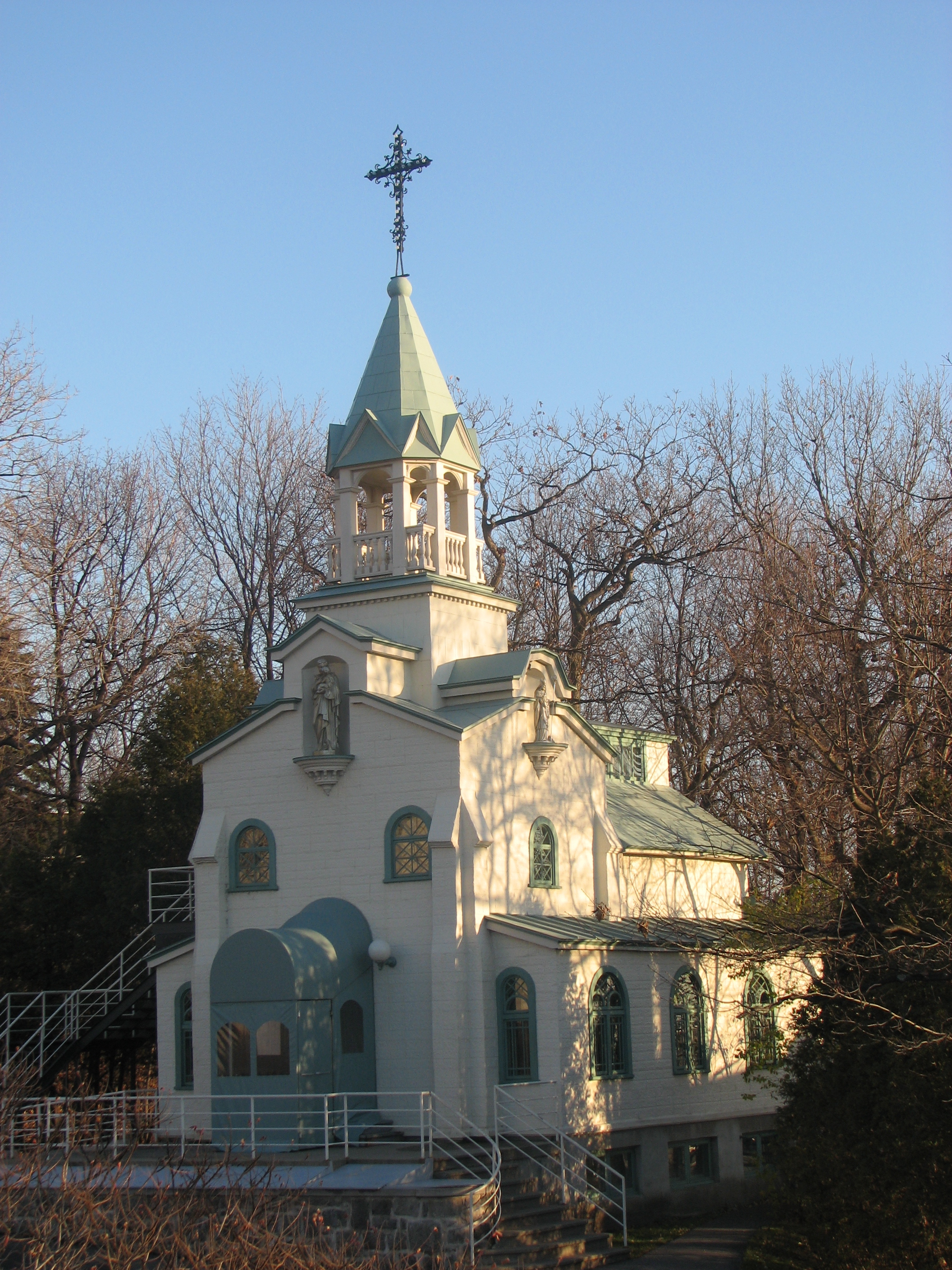
La Capilla de San José original construida por san Andrés Bessette en 1904.

El Oratorio de San José de Monte Real (en francés: Oratoire Saint-Joseph du Mont-Royal) es una basílica menor católica y un santuario nacional en el Monte Real, en la ciudad de Montreal, provincia de Quebec, Canadá. Es la mayor iglesia de Canadá y tiene una de las cúpulas más grandes del mundo.
El oratorio fue fundado por san André Bessette, un religioso que pedía la intercesión de san José de Nazaret para las curaciones. En la capilla votiva hay una imagen de San José que fue coronada canónicamente con bula de Pío X el 19 de marzo de 1910 por el cardenal Vincenzo Vannutelli. En la capilla de la cripta hay otra imagen de San José, de 1919, coronada con un breve apostólico de Pío XII del 9 de julio de 1955 por parte del cardenal Paul-Émile Léger.

## Historia
En 1904, san André Bessette, de la Congregación de la Santa Cruz, empezó la construcción del Oratorio de San José. Era una pequeña capilla en el Monte Real, cerca del Colegio de Notre-Dame du Sacré-Coeur. Pronto, el número de personas que lo visitaban hizo que se quedase pequeño. En 1917 se terminó una iglesia más grande con capacidad para 1000 personas. La construcción del actual oratorio comenzó en 1924. El 19 de marzo de 1955 se le concedió el rango de basílica menor. Fue finalizado en 1967.
Entre 1949 y 1951 el arquitecto Gilbert Moreau llevó a cabo reformas y mejoras en el interior del oratorio, en la sacristía y en el monasterio adyacente.
La basílica está dedicada a San José, ya que el hermano André era devoto de este santo y le pedía intercesión para los milagros, sobre todo de curaciones. En la basílica hay una zona con cientos de muletas de cojos que llegaron y reportaron que se habían curado. André Bessette falleció en 1937 y su tumba se encuentra en el oratorio. El oratorio también tiene un relicario que contiene partes del corazón de san André.
El papa Juan Pablo II beatificó a André Bessette en 1982. En su visita a Canadá en septiembre de 1984, Juan Pablo II visitó el oratorio y rezó frente a la tumba del hermano André. En octubre de 2010, el papa Benedicto XVI le canonizó. Para ambos procesos, se reportaron sendos milagros de sanaciones.
Más de dos millones de visitantes y peregrinos visitan el oratorio todos los años. Está localizado en el número 3800, Queen Mary Road, en Côte-des-Neiges, donde también se encuentra una estación de la línea azul del metro. 
El 19 de octubre de 2004 el oratorio conmemoró su centenario.